# سکوت: قدرت درون‌گراها در دنیایی که از حرف زدن بازنمی‌ایستد
سکوت: قدرت درون‌گراها در دنیایی که از حرف زدن بازنمی‌ایستد (انگلیسی: Quiet: The Power of Introverts in a World That Can't Stop Talking) کتابی غیرداستانی نوشتهٔ سوزان کین، نویسنده و سخنران آمریکایی است که در سال ۲۰۱۲ منتشر شد. این کتاب به بررسی نقش و اهمیت ویژگی‌های شخصیتی درون‌گرایانه در دنیایی می‌پردازد که برون‌گرایی را ایده‌آل می‌داند و ترویج می‌کند. کین معتقد است که سوءبرداشت نسبت به درون‌گرایی منجر به اتلاف گستردهٔ استعداد، انرژی و خوشبختی شده است.

## خلاصه
کین در این کتاب توضیح می‌دهد که چگونه فرهنگ غربی در طول قرن بیستم از «فرهنگ شخصیت» به «فرهنگ شخصیت نمایشی» تغییر یافته است؛ جایی که ویژگی‌هایی مانند خوش‌صحبتی، اعتمادبه‌نفس بالا و اجتماعی بودن ارزشمندتر از تفکر عمیق، سکوت و درون‌نگری تلقی می‌شود. او با استفاده از پژوهش‌های روان‌شناسی، زیست‌شناسی، علوم اعصاب و داستان‌های واقعی، نشان می‌دهد که درون‌گرایی نه تنها یک ویژگی طبیعی و عادی است، بلکه منبعی ارزشمند از خلاقیت، رهبری و عمق فکری است.

## مفاهیم کلیدی
- ایده‌آل برون‌گرایی – کین توضیح می‌دهد که جوامع غربی، به‌ویژه آمریکا، بر مدل «برون‌گرای ایده‌آل» تأکید دارند؛ فردی پرانرژی، اجتماعی و پیشگام. این مدل فرهنگی می‌تواند برای افراد درون‌گرا فشار روانی و اجتماعی ایجاد کند.[۳]
- تعریف درون‌گرایی – درون‌گرایی در این کتاب به‌معنای تمایل به محیط‌های کم‌تحریک و ساکت است. افراد درون‌گرا معمولاً گوش‌دهنده‌های خوبی هستند، پیش از سخن گفتن فکر می‌کنند و تمرکز بالایی دارند.
- تفاوت درون‌گرایی با خجالتی بودن – برخلاف باور رایج، درون‌گرایی با خجالتی بودن یکسان نیست. خجالتی بودن ناشی از ترس از قضاوت منفی است، در حالی که درون‌گرایی ناشی از ترجیح شخصی برای آرامش و سکوت است.
- نقش درون‌گراها در محیط کار – کتاب نشان می‌دهد که درون‌گراها می‌توانند رهبران مؤثری باشند، به‌ویژه در تیم‌هایی با اعضای فعال و خلاق. همچنین محیط‌های کاری پر سر و صدا و طرح‌های باز، بهره‌وری افراد درون‌گرا را کاهش می‌دهد.
- روابط شخصی – کین به چالش‌ها و سوءتفاهم‌هایی که در روابط میان افراد درون‌گرا و برون‌گرا ممکن است رخ دهد می‌پردازد و راهکارهایی برای ایجاد تعادل ارائه می‌دهد.
- آموزش و کودکان – درون‌گرایی در کودکان نباید به‌عنوان مشکل یا ناتوانی تلقی شود. این کودکان ممکن است ویژگی‌هایی مانند خلاقیت، همدلی و تمرکز بالا داشته باشند.

## محتوای کتاب
کین استدلال می‌کند که فرهنگ مدرن غربی، ویژگی‌ها و توانمندی‌های افراد درون‌گرا را بد می‌فهمد و آن‌ها را دست‌کم می‌گیرد. او با بهره‌گیری از پژوهش‌های دانشگاهی و نیز مثال‌های واقعی، شرح می‌دهد که چگونه فرهنگ آمریکایی به این نقطه رسیده است.

### ایده‌آل برون‌گرا
کین می‌گوید که فرهنگ غربی، به‌ویژه در آمریکا، تحت سلطه چیزی است که او آن را «ایده‌آل برون‌گرا» می‌نامد؛ باوری فراگیر مبنی بر اینکه «خودِ ایده‌آل» باید خوش‌مشرب، رهبر و راحت در مرکز توجه باشد. فرهنگ‌های غربی که مبتنی بر ایده‌آل یونانی-رومی هستند که در آن سخنوری ستایش می‌شود، مرد عمل را بر مرد اندیشه ترجیح می‌دهند، و درون‌گرایی را چیزی میان ناامیدی و بیماری قلمداد می‌کنند. در مقابل، فرهنگ سنتی آسیایی (پیش از آمریکایی شدن) تمایل بیشتری به ارزش‌گذاری بر سکوت و احتیاط دارد. فِیث ژانگ، نویسندهٔ روزنامه هاوارد ایندیپندنت، اشاره کرده که کتاب «سکوت» تا حدی توبیخی آرام نسبت به فرهنگی است که «ظاهر را بر محتوا» ترجیح می‌دهد.

### ریشه‌های تاریخی
کین ریشه‌های تاریخی ایده‌آل برون‌گرا را به ظهور آمریکا صنعتی در اواخر قرن نوزدهم نسبت می‌دهد. پیش از آن، فرهنگی مبتنی بر «شخصیت» رایج بود، اما با وقوع «طوفانی کامل» از تجارت کلان، شهرنشینی و مهاجرت انبوه، آمریکا به چیزی تبدیل شد که تاریخ‌نگار وارن ساسمن آن را «فرهنگ شخصیت نمایشی» نامید؛ فرهنگی که در آن برداشت دیگران بر واقعیت برتری دارد. زوشیا بیلسکی از گلوب اند میل این دگرگونی را همسو با «ظهور فروشنده» و «گذار از اخلاق به کاریزما» توصیف کرده است. کین می‌گوید این تغییر برای همیشه «ما و کسانی که تحسین می‌کنیم، نحوه مصاحبه شغلی، شیوه انتخاب همسر و فرزندپروری» را دگرگون کرده است.

### دام‌های ایده‌آل برون‌گرا
کین بیان می‌کند که ما در جمع‌ها، به‌طور غریزی از یکدیگر تقلید می‌کنیم و گروه‌ها معمولاً از کاریزماتیک‌ترین فرد پیروی می‌کنند، حتی اگر بین سخنوری و داشتن ایده‌های بزرگ هیچ رابطه‌ای وجود نداشته باشد. به‌گفته او، روش‌های گروه‌محور، افراد برون‌گرای غالب را ترجیح می‌دهند، و اتکای صرف به طوفان فکری اشتباه است، زیرا ایده‌های اصیل و عمیق تقریباً همیشه حاصل فکر فردی هستند. تحقیقات فیزیولوژیک نشان می‌دهند که زمانی که افراد (نه فقط درون‌گراها) در برابر اجماع گروهی مقاومت می‌کنند، آمیگدال مغز آن‌ها فعال می‌شود، نشانه‌ای از ترس از طرد شدن، و این باعث سرکوب مشارکت‌های فردی ارزشمند می‌شود. به‌علاوه، افراد در هنگام خلوت و دوری از مزاحمت، خلاق‌تر هستند، و کار تیمی اجباری می‌تواند خلاقیت را خفه کند. یک مثال ملموس از خطرات اندیشیدن گروهی، هیئت منصفه‌ها هستند؛ جایی که میل به انسجام اجتماعی می‌تواند عدالت را قربانی کند. کین همچنین معتقد است که خلق‌وخوی برون‌گرای مدیران در صنایع مالی و بانکی، که شامل رفتارهای پاداش‌محور مرتبط با دوپامین می‌شود، احتمالاً در بحران مالی ۲۰۰۸ نقش داشته است.

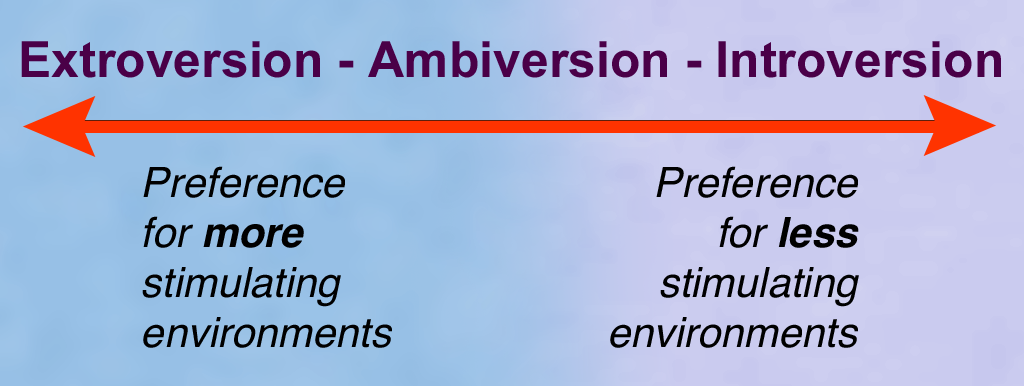
طیف درون‌گرا-برون‌گرا: کین درون‌گرایی و برون‌گرایی را برحسب ترجیحات سطوح مختلف تحریک تعریف می‌کند.

### تعریف درون‌گرایی
مکاتب گوناگون روان‌شناسی، درون‌گرایی را به‌گونه‌های متفاوتی تعریف کرده‌اند. تعریف کین این است که «درون‌گرا کسی است که محیطی آرام و کم‌تحریک را ترجیح می‌دهد». افراد درون‌گرا معمولاً از تمرکز آرام لذت می‌برند، بیش از آن‌که صحبت کنند، گوش می‌دهند، پیش از سخن گفتن فکر می‌کنند، و در مواجهه با ریسک‌ها با احتیاط بیشتری عمل می‌کنند. درون‌گراها بیشتر فکر می‌کنند، کم‌خطرتر هستند و بر چیزهایی تمرکز دارند که واقعاً اهمیت دارند—مانند روابط و کار معنادار. در مقابل، برون‌گراها از موقعیت‌های اجتماعی انرژی می‌گیرند، معمولاً افراد پرانرژی و چندوظیفه‌ای هستند که با صدای بلند و در لحظه فکر می‌کنند. کین می‌گوید که حدود یک‌سوم تا نیمی از مردم آمریکا در دستهٔ درون‌گرا قرار می‌گیرند، گرچه افراد در نقاط مختلفی از طیف درون‌گرایی–برون‌گرایی قرار می‌گیرند. افرادی که در میانه طیف هستند، «میان‌گرا» (ambivert) نامیده می‌شوند.

### تمایز درون‌گرایی با دیگر ویژگی‌ها
کین به‌طور مشخص میان درون‌گرایی و ویژگی‌های مشابه اما متفاوتی مانند خجالتی بودن تمایز قائل می‌شود. او این تصور رایج که درون‌گرایی همان خجالتی بودن است را یک سوءبرداشت بزرگ می‌داند. کین توضیح می‌دهد که خجالت ناشی از ترس از قضاوت منفی است و همراه با ناراحتی است، اما درون‌گرایی چنین نیست. با استناد به روان‌شناس بازنشستهٔ رشد، جرومی کاگان، کین اذعان دارد که برای یک رفتار خاص، فقط یک علت وجود ندارد؛ راه‌های متفاوتی وجود دارد که ممکن است به ویژگی‌هایی مانند دیر گرم گرفتن، خجالتی بودن یا واکنش‌پذیری منجر شود. او همچنین درون‌گرایی را از ویژگی‌هایی مانند «ضد اجتماعی بودن» (درون‌گراها و برون‌گراها هردو اجتماعی‌اند، اما به شیوه‌ای متفاوت) و اوتیسم (ناتوانی در درک نشانه‌های اجتماعی که از ویژگی‌های درون‌گرایی نیست) متمایز می‌داند.

### عنصر بنیادی هویت ما
کین ادعا می‌کند که گرایش بیرونی یا درونی هر فرد به اندازه جنسیت بر زندگی او تأثیرگذار است. به گفته او، زندگی ما به اندازه نژاد یا جنسیت، تحت تأثیر شخصیت ماست، و مهم‌ترین جنبهٔ شخصیت، جایگاه فرد در طیف درون‌گرایی–برون‌گرایی است. جایگاه ما در این طیف، انتخاب دوستان و همسر، نحوه گفتگو، حل اختلاف، و بیان عشق را شکل می‌دهد. همچنین مسیر شغلی ما و موفقیت در آن را نیز تحت تأثیر قرار می‌دهد.

### درون‌گراهایی که نقش «برون‌گراهای جعلی» را بازی می‌کنند
به گفتهٔ سوزان کین، در فرهنگی که نسبت به درون‌گرایی تعصب دارد، درون‌گراها تحت فشار هستند تا مانند برون‌گراها رفتار کنند، به‌جای آن‌که سبک جدی، آرام و تأمل‌گرای خود را بپذیرند. کین در تحقیقات خود از سه محیطی بازدید می‌کند که آن‌ها را «مراکز عصبی ایده‌آل برون‌گرایی» می‌نامد، یک سمینار خودیاری با حضور تونی رابینز، مدرسهٔ کسب‌وکار هاروارد، و یک مگاکلیسا، و ناراحتی و چالش‌هایی را که افراد درون‌گرا در این فضاها تجربه می‌کنند، ثبت می‌کند. او با این کار، «نورافکنی می‌اندازد» بر تبعیض علیه درون‌گرایی.
او می‌گوید که گاهی انسان مجبور است خلاف شخصیت اصلی خود رفتار کند، اما اگر این کار همیشه یا اغلب انجام شود، برای روان و شخصیت فرد سالم نیست: «هر وقت تلاش می‌کنی خودت را جای کسی دیگر جا بزنی، بخشی از وجودت را در این مسیر از دست می‌دهی. به‌ویژه حس خودت را نسبت به این‌که چطور وقتت را صرف کنی، از دست می‌دهی».
با این حال، کین نظریهٔ «ویژگی آزاد» از دکتر برایان لیتل را می‌پذیرد؛ یعنی باور دارد که افراد درون‌گرا می‌توانند برای رسیدن به اهداف مهم و شخصی خود، مانند کاری که برایشان ارزشمند است یا رابطه با عزیزانشان، رفتاری شبیه برون‌گراها داشته باشند.
البته، به شرطی که برای خودشان «فضاهای بازیابی» فراهم کنند؛ یعنی مکان‌ها و زمان‌هایی که بتوانند در آن‌جا خودِ واقعی‌شان باشند و استراحت کنند. همچنین، کین در مقاله‌ای در فوریه ۲۰۱۲، شش راهکار خودیاری برای درون‌گراها فهرست می‌کند تا نقاط قوت خود را پرورش دهند؛ از جمله: «گفت‌وگوهای عمیق»، کار انفرادی، خواندن آثار دیگران (که به گفتهٔ او، «کنشی عمیقاً اجتماعی» است)، خوب گوش دادن، گرفتن استراحت‌های کوتاه از محیط‌های بیش‌تحریک‌کننده، و تمرین تعهدات ساکت و پایدار.

### فیزیولوژی خلق‌وخو
کین معتقد است که درون‌گرایی و برون‌گرایی در تقریباً تمام گونه‌های حیوانی دیده می‌شود، و هر کدام راهبرد بقای مخصوص به خود را دارند. او می‌گوید تحقیقات نشان می‌دهد که میزان درون‌گرایی یا برون‌گرایی ما حتی در نوزادی قابل شناسایی است و احتمالاً ذاتی است، و حدود ۵۰٪ ارثی است (نیمی بر اثر طبیعت، نیمی بر اثر تربیت). نوزادانی که نسبت به محرک‌ها واکنشی‌تر (یعنی حساس‌تر) هستند، بیشتر احتمال دارد که درون‌گرا شوند؛ در حالی‌که نوزادان کمتر واکنشی (کم‌حساس‌تر) معمولاً به برون‌گراهایی تبدیل می‌شوند که از انرژی محیط اطراف تغذیه می‌کنند. درون‌گراها نسبت به برون‌گراها، در برابر دوپامین (ماده‌ای شیمیایی در مغز که با یادگیری مبتنی بر پاداش در ارتباط است) پاسخ‌پذیری کمتری دارند، و در برابر ریسک با احتیاط و تأمل بیشتری عمل می‌کنند. درون‌گراها بیشتر تحت تأثیر نئوکورتکس قرار دارند (بخشی از مغز که مسئول تفکر، برنامه‌ریزی، زبان و تصمیم‌گیری است).

### در محیط کار
در بخش محیط کار، کتاب سکوت از تمرکز بیش از حد امروزی بر همکاری انتقاد می‌کند؛ همکاری‌هایی مانند طوفان فکری که منجر به تفکر گروهی می‌شود، و جلساتی که باعث رکود سازمانی می‌گردد.
کین خواستار تغییراتی در محیط کار است تا تمرکز آن کمتر بر چیزی باشد که او آن را «تفکر گروهی نوین» می‌نامد (باور به این‌که خلاقیت و بهره‌وری لزوماً در فضایی اجتماعی پدید می‌آید) و به‌جای آن، فضاهایی فراهم شود که مشوق تفکر عمیق و تأمل فردی باشد.
به گفته کین، تحقیقات نشان می‌دهد که رهبران کاریزماتیک حقوق بیشتری دریافت می‌کنند، اما عملکرد بهتری ندارند؛ همچنین، طوفان فکری اغلب ایده‌هایی با کیفیت پایین‌تر تولید می‌کند، و برون‌گراهای پرصدا معمولاً بیشترین شنیده‌شدن را دارند؛ فضای کاری اختصاص‌یافته به هر کارمند از دهه ۱۹۷۰ تاکنون ۶۰٪ کاهش یافته؛ و دفاتر باز (open office) باعث کاهش تمرکز و بهره‌وری، ضعف در حافظه، افزایش ترک شغل و بیماری‌های بیشتر می‌شود.
کین می‌گوید افراد خلاق‌تر معمولاً «درون‌گرایان اجتماعی‌ماهر» هستند، خلوت‌گزینی جزئی حیاتی و دست‌کم‌گرفته‌شده برای خلاقیت است، و طراحی دفاتر و برنامه‌ریزی کاری باید به گونه‌ای باشد که هم امکان خلوت فراهم کند و هم امکان اجتماعی شدن.

### روابط شخصی
کین اشاره می‌کند که افرادی با خلق‌وخوهای متفاوت که وارد روابط شخصی می‌شوند، ممکن است دچار سوءتفاهم و تعارض گردند؛ مثلاً، یک درون‌گرا ممکن است پس از یک روز کاری نیاز به سکوت و تجدید قوا داشته باشد، در حالی‌که برون‌گرا ممکن است این کناره‌گیری را رفتاری آسیب‌زننده ببیند؛ یا برون‌گرا بخواهد با دیگران معاشرت کند، اما درون‌گرا ممکن است از این امر احساس خستگی کند.
کین توصیه می‌کند: اول، درک متقابل از منظر یکدیگر؛ و دوم، ایجاد توازنی عملی بین نیاز به تعامل اجتماعی و نیاز به خلوت، در نحوه ارتباط زوج و نحوه تعامل مشترک آن‌ها با دیگران.

### آموزش و رشد کودک
کین توضیح می‌دهد که درون‌گرایی در کودکان نقص نیست، بلکه می‌تواند نشانه‌ای از خلق‌وخوی حساس و دقیق باشد که ممکن است منجر به پیشرفت تحصیلی، خلاقیت بیشتر و سبک منحصربه‌فردی از رهبری و همدلی گردد.
او می‌گوید درون‌گراها به‌صورت نامتناسبی کلید افتخارهای دانشگاهی مانند انجمن فی بتا کاپا یا فینالیست بورس‌های ملی را کسب می‌کنند، کمتر قانون‌شکنی می‌کنند، بیشتر به‌عنوان افراد باوجدان و همدل توصیف می‌شوند، و کمتر در تصادفات رانندگی، ورزش‌های خطرناک یا شرط‌بندی‌های مالی سنگین شرکت می‌کنند.
کین توصیه می‌کند که دانش‌آموزان به فضای شخصی و استقلال بیشتری نیاز دارند، و باید به آن‌ها یاد داد که هم به‌صورت گروهی و هم به‌تنهایی کار کنند. جودیت وارنر، نویسندهٔ کتاب‌های فرزندپروری، توصیه‌های کین را مبنی بر این‌که والدین باید سبک اجتماعی کودک درون‌گرای خود را با درک بپذیرند، تأیید کرده است.

### توازن
کین خواهان سلطهٔ درون‌گراها نیست، بلکه به‌دنبال توازن و گنجاندن سبک‌های مختلف کاری است، و تأکید دارد که ایده‌های بزرگ و رهبری عالی می‌تواند از هر دو نوع شخصیت سرچشمه بگیرد.
او به مطالعاتی اشاره می‌کند که نشان می‌دهد درون‌گراها در رهبری کارکنان فعال بهتر عمل می‌کنند چون به آن‌ها گوش می‌دهند و اجازه می‌دهند که ایده‌هایشان را دنبال کنند؛ در حالی‌که برون‌گراها در رهبری کارکنان منفعل موفق‌ترند چون توانایی ایجاد انگیزه و الهام‌بخشی دارند. کین تأکید دارد که کلید شکوفایی استعدادها این است که هر فرد خود را در سطح بهینهٔ تحریک (stimulation) متناسب با شخصیتش قرار دهد.
نشریهٔ هاوارد ایندیپندنت در بررسی کتاب سکوت می‌نویسد که هدف کین این نیست که درون‌گراها را برتر جلوه دهد یا همه را به سکوت و تنهایی فراخواند، بلکه می‌خواهد بگوید تنوع در شخصیت‌ها، باعث توازن و غنای بیشتر در جهان می‌شود.

### آینده
کین بر این باور است که وضعیت کنونی درون‌گراها شبیه وضعیت زنان در دهه ۱۹۵۰ و اوایل ۱۹۶۰ است، یعنی گروهی که به‌خاطر ویژگی‌هایی بنیادین نادیده گرفته می‌شدند، اما در آستانهٔ شکوفایی و بروز هستند.
او اضافه می‌کند که اکنون در نقطهٔ عطفی برای ایجاد تغییری اساسی در درک این نوع شخصیت قرار داریم، و وب‌سایت خودش نیز مخاطبان را به پیوستن به «انقلاب درون‌گراها» دعوت می‌کند.
کین افزون بر بالا بردن آگاهی دربارهٔ زیان‌های سوگیری فرهنگی علیه درون‌گرایی، شرکت‌ها را تشویق می‌کند که سیاست‌های استخدام، ارتقا و طراحی دفاتر را بازنگری کنند، و از مربیان می‌خواهد که از کارگروهی مستمر پرهیز کرده و در شناخت انواع خلق‌وخو آموزش ببینند تا بتوانند کودکان آرام‌تر را بر پایهٔ توانایی‌های ذاتی‌شان حمایت کنند، نه این‌که آن‌ها را به برون‌گرا شدن وادارند.
کین همچنین خواستار انجام پژوهش‌هایی برای تعیین موقعیت‌هایی است که برای درون‌گراها و برون‌گراها مناسب‌تر است، و چگونگی همکاری مؤثر این دو گروه با یکدیگر.

## تأثیرات

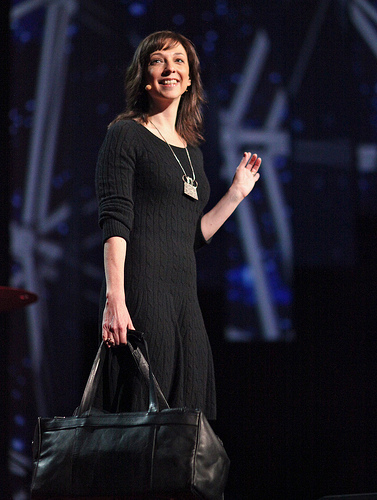
سخنرانی کین در تد سال ۲۰۱۲

کتاب سکوت به سرعت به یکی از پرفروش‌ترین کتاب‌های غیرداستانی سال ۲۰۱۲ تبدیل شد و توجه زیادی را به اهمیت درون‌گرایی در فرهنگ معاصر جلب کرد. این کتاب به بیش از ۴۰ زبان ترجمه شده و بیش از ۴ میلیون نسخه از آن فروخته شده است. سخنرانی تد سوزان کین دربارهٔ این موضوع بیش از ۳۰ میلیون بار مشاهده شده است.

## ترجمه فارسی
این کتاب با عنوان قدرت سکوت: قدرت درونگراها در جهانی که قادر نیست از سخن گفتن با ایستد توسط ناهید سپهرپور به فارسی ترجمه شده است. یکی از ترجمه‌های معروف آن توسط نشر نوین منتشر شده است.